# تشارلز هنري هال
تشارلز هنري هال (بالإنجليزية: Charles Henry Hull)‏ هو مؤرخ واقتصادي أمريكي، ولد في 29 سبتمبر 1864 في ايثاكا في الولايات المتحدة، وتوفي في 15 يوليو 1936.